# Comgall
Comgall mac Domangairt (ur. ? - zm. ok. 537) – Król Dalriady w początkowym okresie VI wieku n.e. Jego ojcem był Domangart Réti a dziadkiem Fergus Mór. Kroniki Ulsteru podają jego datę śmierci na 538, 542 lub 545, a Kroniki Tigernach na 537.

## Comgall
O życiu Comgalla wiadomo niewiele, poza datą jego śmierci. Znany z powodu bycia tytularnym założycielem Cenél Comgaill jednego z klanów Dalriada. Zgodnie z tekstem Senchus fer n-Alban, średniowiecznego tekstu dot. historii Szkocji Comgall miał siedmiu synów, ale podaje imiennie tylko sześciu; Loingsech, Nechtan, Artan, Tuatan, Tutio, oraz Coirpre.

## Cenél Comgaill
Irlandzkie źródła bardzo rzadko odnoszą się do Cenél Comgaill, natomiast ostatnie badania wykazują, że klan mógł odgrywać kluczową rolę w procesie galicyzowania Piktów. Nastąpiło to za sprawą ślubu Dargart mac Finguine (wywodzącego się z Cenél Comgaill) z piktyjską księżniczką Der-Ilei, co zaowocowało przynajmniej dwoma królami piktyjskimi posiadającymi mieszaną krew Bridei IV i Nechtan IV mac der Ilei.
Cenél Comgaill prawdopodobnie mieli swoje siedziby w okolicach Cowal oraz na wyspie Bute. Istnieje przypuszczenie, że kontrolowali też południową część wyspy Arran.